# Xofar
Un xofar (de l'hebreu שופר) és un instrument musical de vent format per una banya de boc. Es fa servir en celebracions jueves, com les de Yom Kippur (‘Dia de l'Expiació’) i Roix ha-Xanà (‘Cap d'Any’). Els xofars tenen molta varietat de mides i formes, depenent de l'elecció de l'animal i el nivell d'acabat. Apareix a la Bíblia, és l'únic instrument antic de la litúrgia jueva que ha sobreviscut a la destrucció del Segon Temple de Jerusalem pels romans al 70 dC i que encara s'utilitza avui dia.

## De la bíblia i de la literatura rabínica

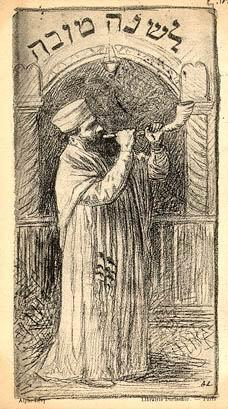
Xofar (per Alphonse Lévy), al peu de foto diu: "un bon any"

El xofar és esmentat sovint a la Tanakh, el Talmud i a la literatura rabínica. En primera instància, a l'Exodus 19:16, el buf d'un xofar que emana de l'espès núvol al Mont Sinaí, fa que els israelites tremolin de por.
Al Temple de Jerusalem, el xofar de vegades s'utilitza juntament amb la trompeta. El dia de Cap d'Any el principal acte es duia a terme amb el xofar, col·locat en el centre amb una trompeta a banda i banda; era fet de banya de cabra salvatge i tenia la forma recta, amb el broquet adornat amb or. Els dies ràpids el principal acte es va duia a terme amb les trompetes al centre i un shofar a banda i banda. En aquestes ocasions, el xofar era fet de banyes d'ovella corbades amb l'embocadura de plata. Al Yom Kippur de l'any jubileu l'acte es realitzava amb el shofar com el dia de Cap d'Any.
En el Roix ha-Xanà i altres festivitats (Yom Kippur, Sukkot, Péssah i la Xavuot) un sol sacerdot perfeccionà dos sacrificis en honor de la totalitat dels festius. En el Roix ha-Xanà, alguna cosa especial es va produir durant el sacrifici. Es diu que dos intèrprets de xofar tocaven notes llargues i un trompetista tocava notes breus. En conseqüència, el Roix ha-Xanà s'anomena Yom Teruah (dia de l'explosió). Per altra banda, les trompetes tenien "facturació superior". La Roix ha-Xanà 27, dona suport a aquesta afirmació: "va Dir Raba o potser R. Joshua B. Levi: Quina és la garantia d'aquestes escriptures? – Perquè està escrit: 'Amb trompetes i el so del xofar es crida el ye abans del Rei en el Temple, cal trompetes i el so de la xofar; en altres llocs no.'
De fet, al Yom Kippur, el xofar sonava per anunciar l'Any Jubileu (cada 50 anys, els jueus concedien el perdó, perdonaven deutes, concedien llibertat per als israelites, i els camps "passaran a ser propietat dels sacerdots". La primera notícia de xofar s'indica a Yovel (Any Jubileu—Lev. 25:8-13). De fet, al Roix ha-Xanà 33b, els savis pregunten per què el xofar sonava durant l'Any Jubileu. El Roix ha-Xanà 29a indica que en els anys ordinaris sonaven ambdós, xofars i trompetes, però a l'Any Jubileu només sonen els xofars. El rabí va crear la pràctica del xofar que sona cada Yom Kippur, no només a l'Any Jubileu (un cop cada 50 anys).
Per altra banda, per a tots els altres dies especials, el xofar sonava més breument amb dues trompetes de plata per anunciar el sacrifici. Quan les trompetes donen el senyal, totes les persones que estan al sacrifici es postulen, estirats amb la cara al terra.
El xofar es va tocar en temps de Joshua per ajudar-lo a capturar Jericó. Com que envoltava la muralla, es va tocar el xofar i els jueus van poder prendre la ciutat. El xofar també es duia a la guerra per fer saber a les tropes que començava la batalla. La persona encarregada de tocar-lo feia la crida a les tropes des de dalt d'un turó. Totes les tropes podien sentir la crida des de la seva posició pel seu so distintiu.

### Temps post-bíblics
En els temps postbíblics, el xofar encara era àmpliament utilitzat per a la senyalització, no només com a alarma, sinó també amb intencions simbòliques per a les denúncies de catàstrofes naturals o provocades per l'home, com ara sequeres, fam o ràbia i jubilació (la paraula "jubileu" es deriva del nom d'una forma especial de l'instrument, el xofar ha-yovel), una pràctica encara es fa avui dia entre els sefardites.

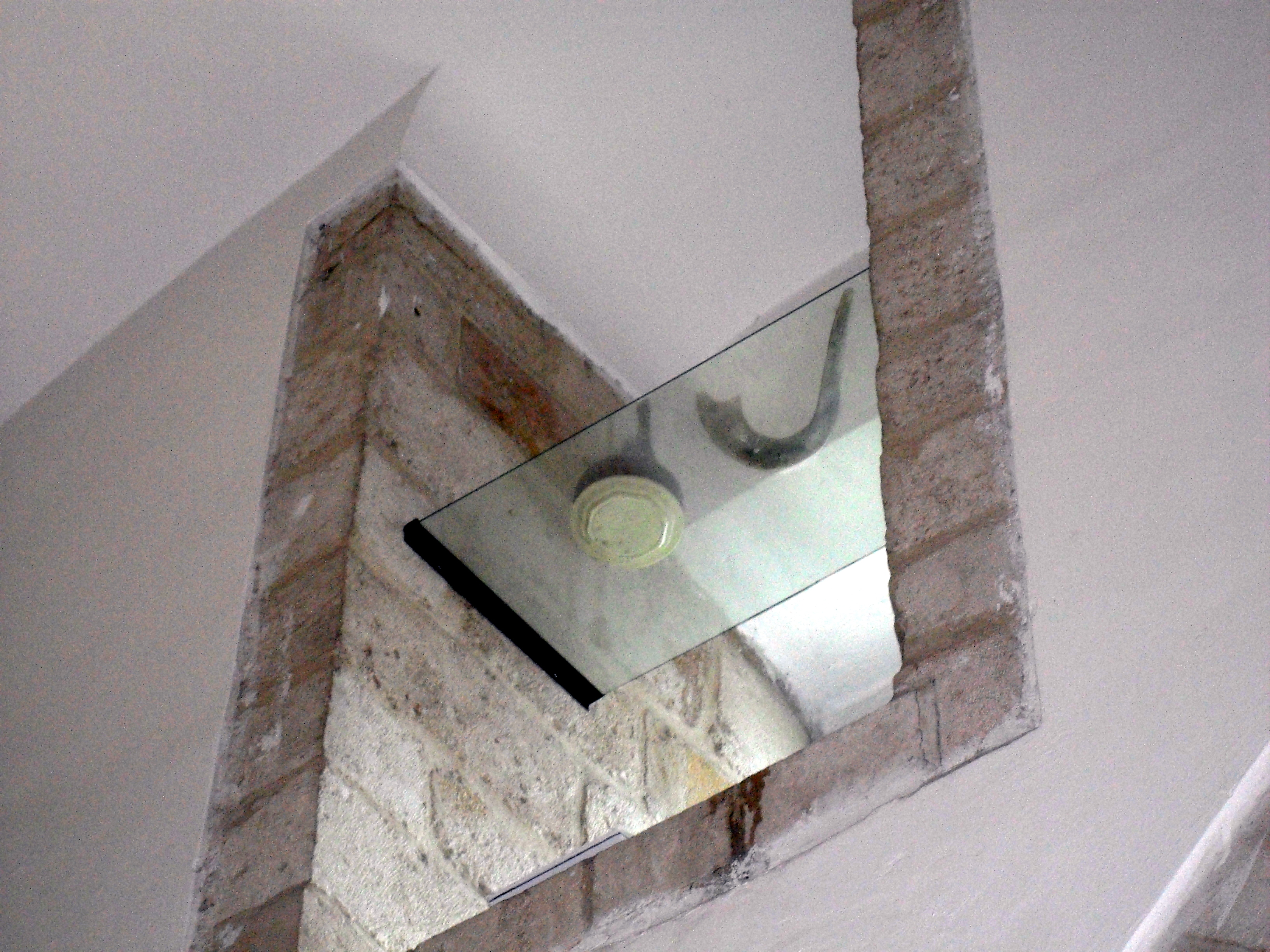
Vella sinagoga Yochanan ben Zakkai de Jerusalem—una ampolla d'oli i un xofar per a la unció de l'esperada Mashiach.

A l'inici de la diàspora, durant la curta durada de la prohibició de tocar instruments musicals, el xofar va tenir més ús, com a senyal de dol per la destrucció del temple. La declaració de l'origen de la prohibició de fet va ser posar música a si mateixa com la pietat "Al Naharoth Bavel" durant uns quants segles de la prohibició. (Una orquestra completa va tocar al temple. La prohibició era perquè no es donés per suposat, d'aquí la redacció de la prohibició, "si m'oblido de tu o de Jerusalem, amb la meva principal alegria...".). El shofar continua per anunciar l'Any Jueu, i l'observació de la lluna nova, per a introduir el Sàbat, per dur a terme el manament del so al Roix ha-Xanà, i per marcar el final de la dia de dejuni del Yom Kippur, una vegada que els serveis s'han acabat a la tarda. S'han descartat altres usos seculars (vegeu una excepció notable unes seccions més avall).
El xofar s'associa principalment amb el Roix ha-Xanà; de fet, Roix ha-Xanà s'anomena Yom Teruah (o Yom T'ruah 'dia del buf del xofar'). Al Mixnà (llibre de primeres lleis rabíniques derivat de la Torà), la discussió se centra en la primacia del xofar en el moment abans del Sete de Jerusalem (70). De fet, el xofar va ser el centre de l'acte, amb dues trompetes de plata interpretant un paper menor. En altres festivitats solemne, fasts, i a les celebracions de lluna nova, destacaven dues trompetes de plata, amb un xofar interpretant un paper menor. El xofar s'associa també amb l'Any Jubileu en el qual, cada cinquanta anys, la llei Jueva promou l'alliberament de tots els esclaus, la terra i els deutes. El seu so al Roix ha-Xanà anuncia l'any jubileu, i el seu so al Yom Kippur proclamar l'alliberament dels deutes.
Segons la halakha (llei Jueva) el xofar no pot ser tocat al Shabbat, a causa del potencial que la ba'al tekiah (música del shofar) que pot tenir sense adonar-se'n, que es troba en una classe de treballs prohibits de Shabbat. A l'antic Israel, el xofar va sonar a Shabbat en el temple situat a Jerusalem. Després de la destrucció del temple, el so del xofar al Shabbat estava restringit a l'indret on la gran Sanedrí (legislatura jueva i tribunal de 400 a.C. fins a 100 dC) es trobava. No obstant això, quan el sanedrí va deixar d'existir, es va suspendre el so del xofar.
Segons la literatura rabínica, el xofar diu: "Despert, travesses del seu somni, i dormidors sorgeixen del seu somni!"

### Mitsvà

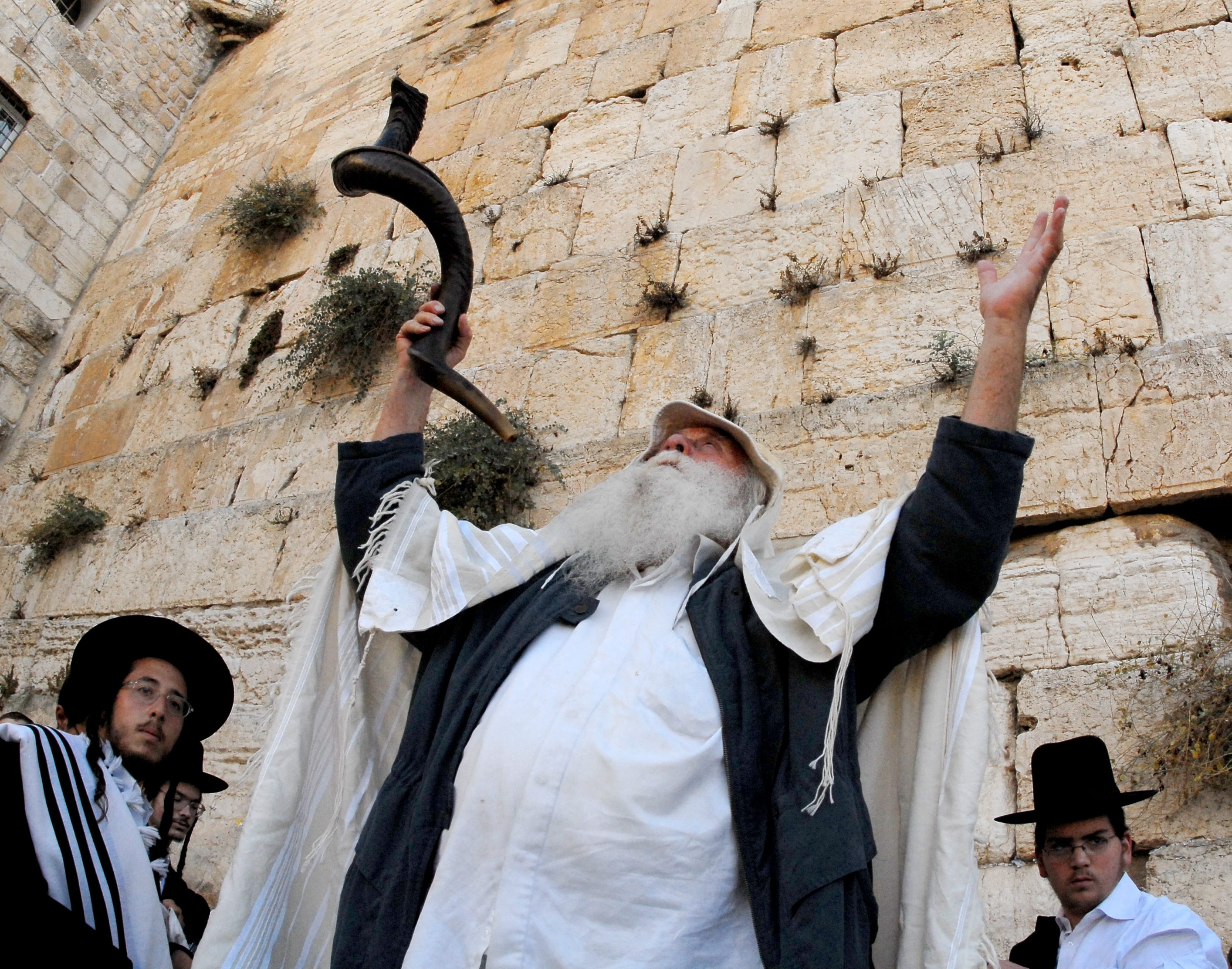
Orador jueu "Slichot", pregària amb xofar durant els Dies de Penediment anterior a Yom Kippur al Mur de les Lamentacions, a Jerusalem, la Ciutat Vella, 2008.

Els savis van indicar que la mitsvà era per escoltar els sons del xofar. Van arribar a considerar que el xofar era bufat per un pou o una cova per decidir si la persona que escoltava el seu so o tornaveu havia complert el mitsvà. Mishnah (Roix ha-Xanà 27b). Shulchan Aruch resumeix que si l'oient escolta la reverberació, el mitzvah no és vàlid. No obstant això, si l'oient percep els sons directes, compleix el mitsvà. Per tant, les autoritats halakhic més modernes sostenen que escoltar un xofar a la ràdio o a Internet no seria vàlid per a satisfer els mitsvà perquè "reproduir sons electrònicament no és suficient perquè cal escoltar un so natural... Així i tot, s'ha de consultar a un rabí competent si un cas urgent o extraordinari compleix, ja que algunes autoritats creuen que és preferible realitzar-ho per mitjans electrònic a no realitzar-los."
Segons la llei Jueva es dones i els menors són exempts del manament de l'audició del xofar (com passa amb qualsevol manament positiu i vinculat al temps), però se'ls anima a assistir a la cerimònia.
Si la ba'al tekiah (intèrpret del xofar) bufa amb la intenció que tots els qui el sentin facin el mitsvà, llavors algú que escolta—fins i tot a algú que passa per allà—i té la intenció d'escoltar-lo pot realitzar el mitsvà perquè el músic toca per a tothom. Si l'oient s'atura, es presumeix que pretén escoltar. Si algú escolta el buf però no té intenció de complir la mitsvà, llavors no s'ha complert.

### Noms

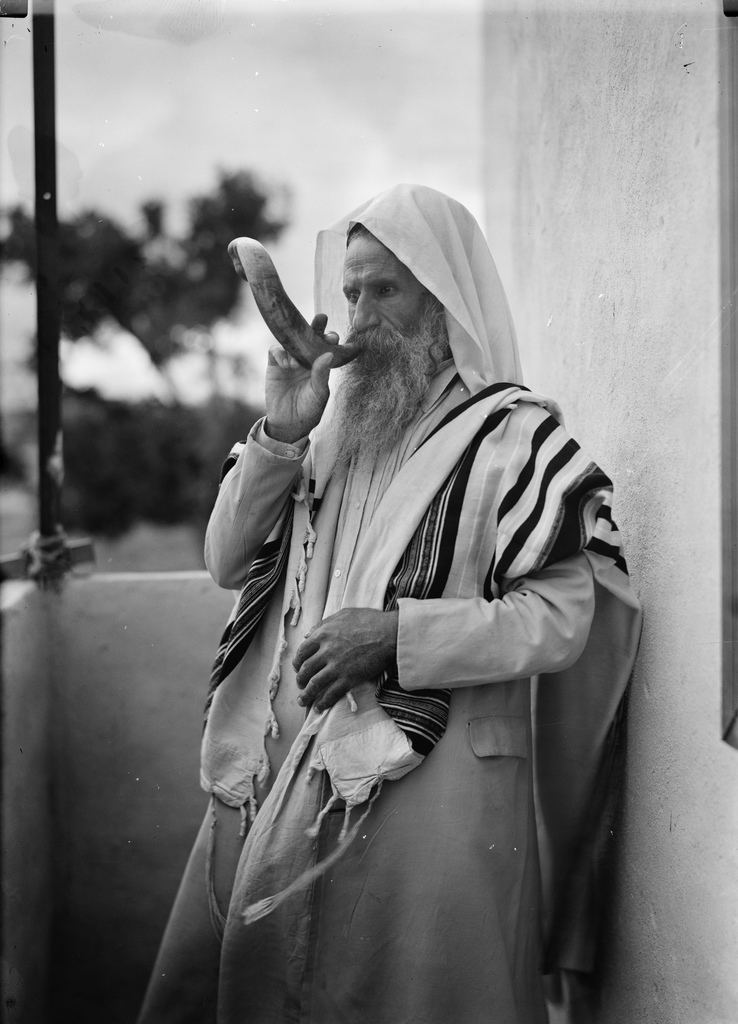
Jueu iemenita toca el xofar, a finals de la dècada de 1930

L'expert que bufa (o "sona") el xofar es denomina ba'al tokeah o ba'al tekiah (lit. "mestre del buf"). Ser un ba'al tekiah és un honor. Cada jueu pot ser triar per a aquest ofici sagrat, sempre que sigui acceptable per a la congregació. Qui bufa el xofar al Roix ha-Xanà ha d'aprendre la Torà i ha de ser temerós de Déu.
Shulchan Aruch comenta qui és apte per tocar el xofar en nom d'una congregació:
- Qualsevol que no estigui obligat a complir amb la mitsvà de sonar el xofar no pot complir el manament per (cobrir) un altre el deure del qual és realitzar la mitsvà.
- Encara que una dona (que és exempta d'aquest mitsvà perquè és el moment obligat) no pot bufar el xofar per als homes (que el seu deure és realitzar la mitsvà), una dona el pot tocar per si mateixa i per a les altres dones. De la mateixa manera, pot dir una oració sobre el mitsvà tot i que no és obligatòria (l'oració ha de contenir les paraules "asher nen'shanu b'mitzvotav v'tzivanu", "qui va pagar nosaltres amb els Seus manaments [mitzvot] i manar-nos a ...", però les dones no estan comandades en aquest mitsvà).
- Només un home lliure (no un esclau que esdevé lliure al mes següent) pot ser Ba'al Tekiah[19]

## La forma i el material

### Elecció de l'animal
Segons el Talmud, un xofar es pot fer amb la banya de qualsevol animal de la família dels bòvids, excepte la d'una vaca, tot i que és preferible una ovella. Les banyes de bòvids estan fetes d'una capa de queratina (el mateix material com les ungles dels peus i les mans dels humans) al voltant d'un nucli d'os, amb una capa de cartílag, que es pot buidar de la banya. Una banya (cérvol), d'altra banda, està feta d'os sòlid, de manera que una cornamenta no pot ser utilitzada com un xofar perquè no pot ser buidada.
No hi ha cap requisit per a sacrifici ritual (shechita), i en teoria, la banya pot venir d'animal no kosher perquè en la majoria, però no tots, a les interpretacions de la llei Jueva no és necessari que el shofarsigui muttar be-fikha ('permès a la seva boca'); el mitsvà és escoltar el xofar, no menjar l'animal del qual prové. El xofar es troba en la categoria de tashmishei mitzvah – objectes utilitzats per dur a terme una mitsvà que en si mateixos no tenen inherent la santedat. A més a més, perquè banya és sempre no-comestible, es considera afra be-alma ('la mera pols') i no una substància unkosher.

La Elef Hamagen (586:5) marca l'ordre de preferència: 1) banya d'ovella corba; 2) banya corba d'altres tipus d'ovelles; 3) banya corba d'altres animals; 4) banya recta d'ovella o d'una altra forma; 5) animal no kosher; 6) banya de vaca. Les quatre primeres categories s'utilitzen amb una bracha (benedicció), la cinquena sense bracha, i l'últim, no del tot.

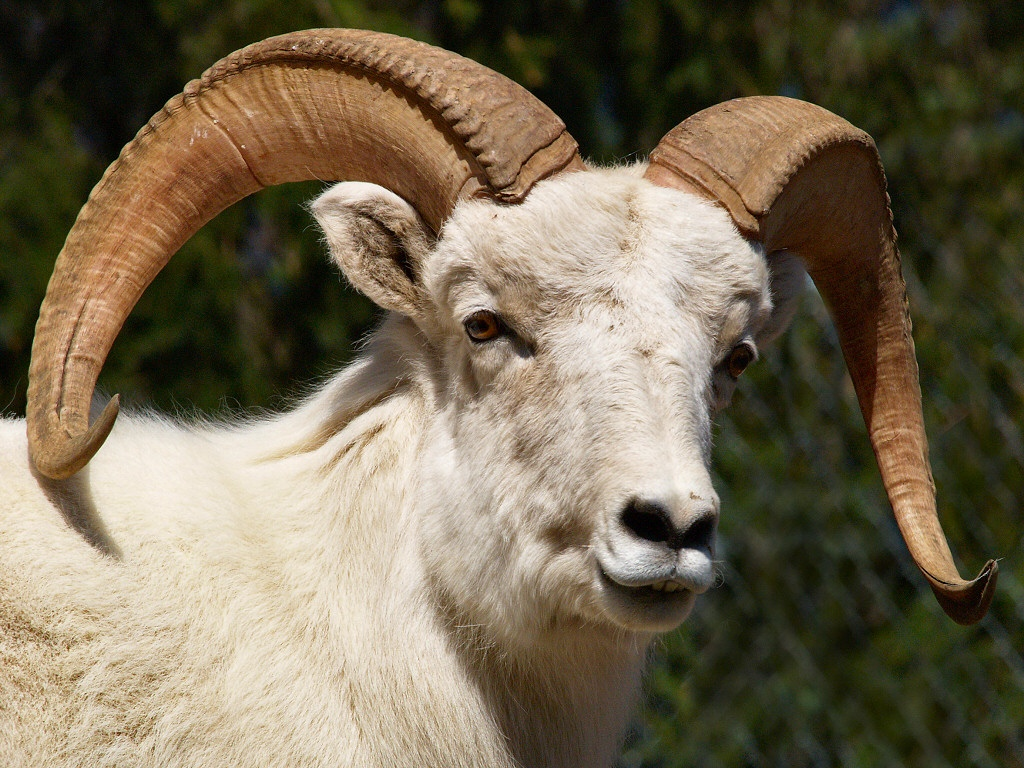
Un mufló de dall.
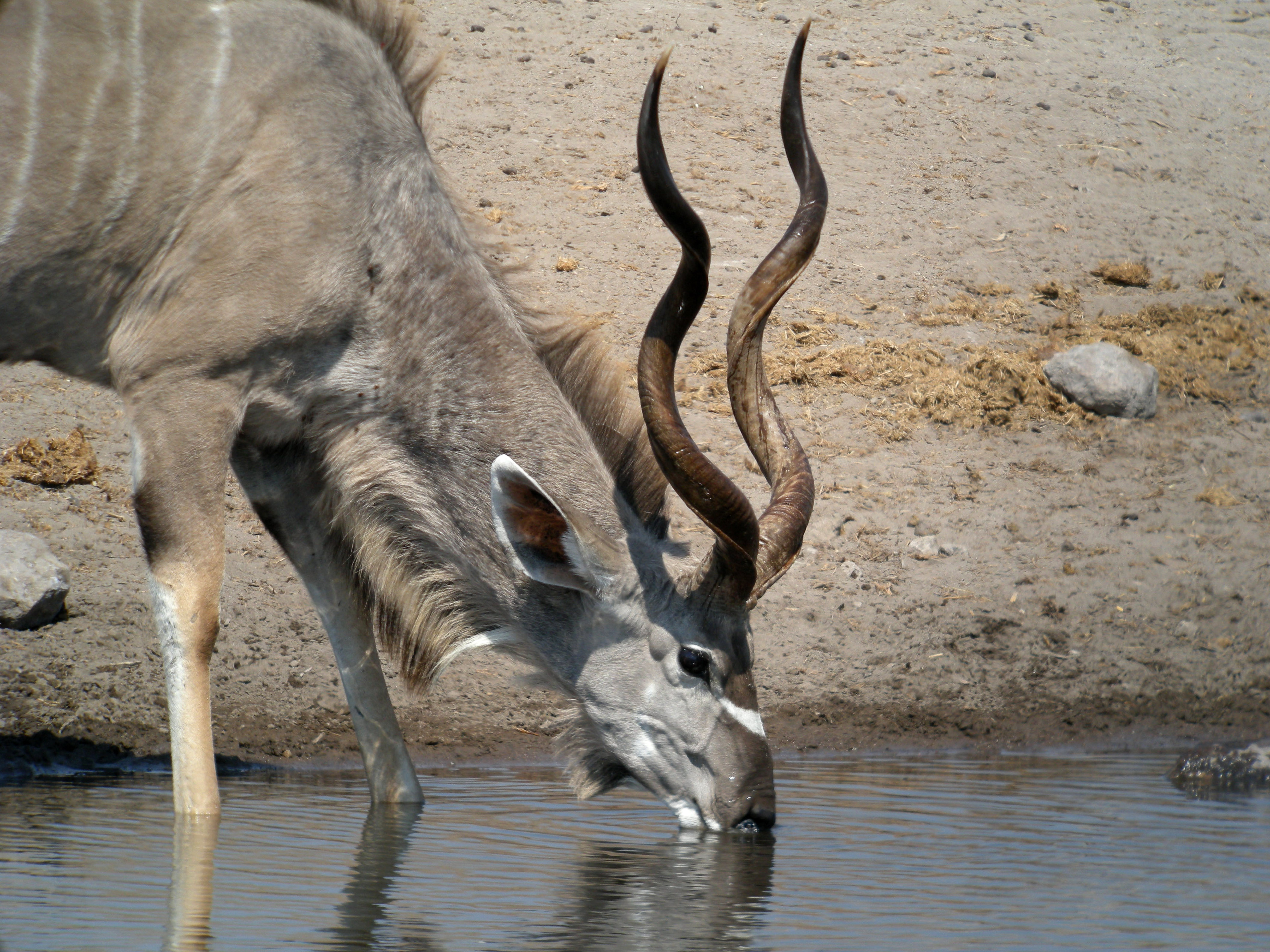
Cudú gros, Namíbia.

### Construcció
A la pràctica, s'utilitzen dues espècies: el xofar dels asquenazites i sefardites es fa a partir de la banya d'una ovella domèstica, mentre que un shofar iemenita es fa a partir de la banya d'un cudú. Un xofar marroquí és pla, amb una sola i àmplia corba. Si un xofar té una esquerda o forat que afecten el so el fa no apte per a ús cerimonial. Un xofar no pot ser pintat amb colors, però pot ser tallat amb dissenys artístics (Shulkhan Arukh, Orach Chayim, 586, 17). Els xofars (especialment els sefardites) són de vegades xapats amb plata, tot i que això l'invalida per al seu ús en pràctiques religioses.
La banya és aplanada i configurada per l'aplicació de calor, que suavitza el material. Es fa un forat a la punta de la banya natural (el broquet) i es buida l'interior. Es toca com un instrument de broquet europeu, on el músic bufa a través del forat/broquet, fent que la columna d'aire a l'interior el faci vibrar. Els xofars sefardites solen tenir un tall similar al d'un instrument europeu, com la la trompeta o la trompa, però més petit. Els xofars asquenazites no.

Com que el buidat del xofar és irregular en la forma, els harmònics obtinguts quan es toca poden variar: els intervals obtinguts, que sempre solen ser de 2n i 3r interval, aquí varien entre el 4t i 6è.

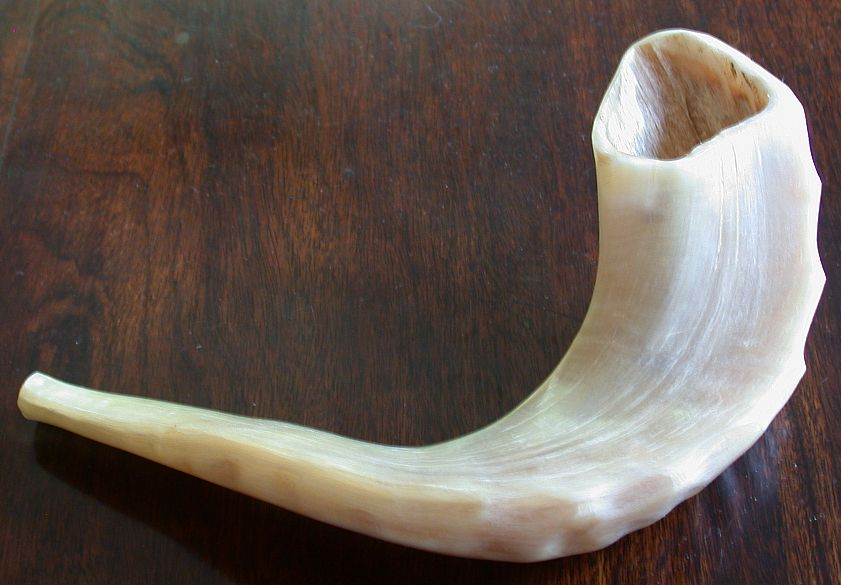
Un petit xofar fer a partir d'una banya d'ovella.
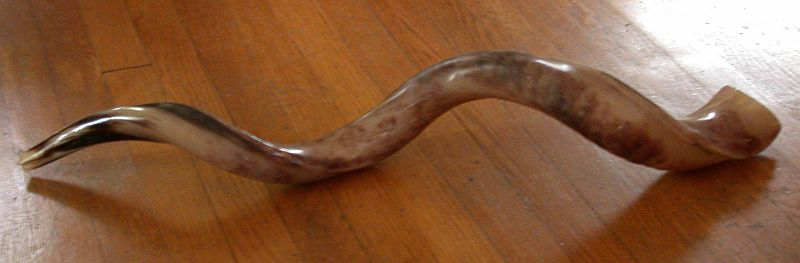
Un xofar fet a partir de la banya d'un cudú.
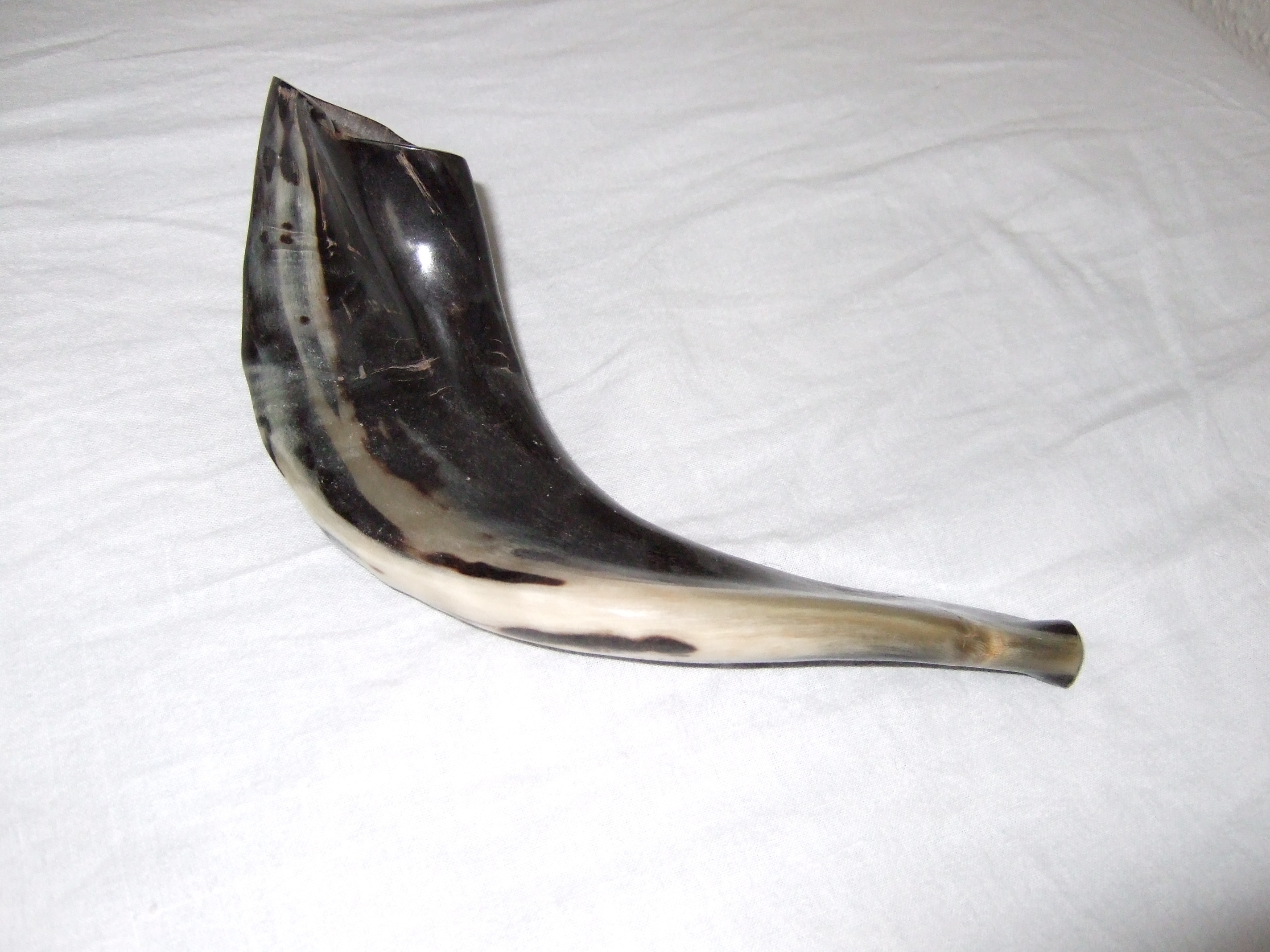
Un petit xofar fer a partir d'una banya d'ovella.

## Sons

### Fundacions a Talmud i Torà
La tequiah (תקיעה) i teruà (תרועהsons esmentats en la Tanakh eren, respectivament, el baix i aguts. La tequià (o t'kiah o t'qiah) és un so pla, profund, que acaba de manera abrupta; la teruà (o t'ruah), un trinat entre dos tequiàs. Aquests dos sons, que constitueixen una sola unitat de buf del xofar, eren tocats tres vegades durant un servei afegit especialment per Roix ha-Xanà: primer en honor de Déu's kingship (malchiyot o malchuyot)); al costat de recorda la vinculació d'Isaac, per tal de causar la congregació per recordar abans de Déu (zichronot); i un tercer temps per complir amb el precepte sobre el xofar (xofrot).
La paraula teruah (un so trencat) apareix tres vegades a la Bíblia, en el context del xofar, de la qual el Talmud deriva la regla dels tres sons que s'han de fer.
A més, altres versos connecten la paraula tekiah (un so ininterromput) a la teruah dues vegades, el que condueix al Talmud a pregar que cada teruah ha de ser precedit i seguit d'un tekiah, que condueix a un total de nou bufades (tres temps de tekiah-teruah-tekiah).
Al llarg del han sorgit dubtes del so correcte de la teruah. El Talmud no sap si això significa un so de queixa/gemegant o un staccato. Un sistema de tres sons, per tant, ideat per tenir en compte totes les possibilitats:
- Shevarim (o sh'varim) (שברים) es compon de tres sons curts connectats.
- Teruah és una sèrie de nou notes molt curtes dividides en tres seqüències de notes dividides o desconnectades cada una. Les nou notes de la teruah són iguals a les tres notes de durada de l'shevarim.
- Tekiah és una mica més llarg que la longitud de qualsevol de les shevarim o la teruah.[28]

El dubte sobre la naturalesa bíblica de la teruah, és si es tracta d'un gemec (shevarim), un staccato (teruah) o ambdós (shevarim-teruah), necessita tres repeticions per assegurar-se del so correcta. La seqüència del buf és així:
1. Tekiah, shevarim-teruah, tekiah
2. Tekiah, shevarim, tekiah
3. Tekiah, teruah, i després una última bufada de tekiah gedolah, que significa "gran tekiah" que es toca tant de temps com sigui possible.

Aquesta sèrie és també coneguda per les seves sigles: TaShRaT, TaShaT, TaRaT, respectivament.
Quan es bufa el shevarim-teruah, la tekiah s'allarga una mica més que la durada de la shevarim i la teruah junts.
Algunes opinions requereixen la triplicació de la sèrie, basada en la menció de teruah tres vegades en relació amb el setè mes (Lev. xxiii, xxv; Núm. xxix), i també en l'esmentada divisió del servei en malchiyot, zichronot, i shofarot.
Per complir amb totes les opinions i criteris anteriors, sonen un total de trenta ràfegues, el nombre mínim exigit avui:
- Tashrat tres vegades, fent dotze bufades
- Tashat tres vegades, fent nou bufades
- Tarat tres vegades, fent nou bufades

Alternativament, tot i que no satisfà gaire, algunes comunitats toquen una sola sèrie de tashrat-tashat-tarat sense triplicat. Això també pot complir amb el requeriment de trenta ràfegues, si tekiah comptabilitza com una nota, shevarim tres i teruah nou. Independentment, totes les autoritats halachic ensenyen que un ha de seguir el que marca la comunitat.

### La pràctica moderna
És habitual escoltar 100 o 101 sons a la sinagoga, tot i que el requisit mínim és sentir 30 sons.
El xofar es tocava just abans, durant i després de la pregària Musaf a Rosh Hashanah. Per la que sona just abans de Musaf, després de la lectura de la Torà, es reciten versets rellevants de la Bíblia, seguit de dos obsequis: un sobre el manament Bíblic de "sentir el so del xofar" i la benedicció de Shehecheyanu. Després es bufen trenta tocs. En la pregària mateixa Musaf, el xofar se sonava tres vegades durant l'oració en silenci, i després tres vegades més durant la repetició del líder. Per a cadascun d'aquests tocs, es reciten deu seleccions adequades de la Bíblia, seguit de la benedicció, i finalment per una sèrie de deu tocs de xofar. Després de la repetició del líder de la Musaf acaba la pregària, i hi ha una darrera sèrie de deu (o onze, depenent de la comunitat) tocs de xofar. (Algunes comunitats no toquen el xofar durant el silenci de la pregària Musaf, en comptes de bufar els 30 tocs després de la repetició del líder. Després d'acabar el servei, s'acostuma a tocar una altra sèrie de trenta tocs per "confondre Satanàs".
Segons la tradició sefardita, es toquen un total de 101 tocs, corresponent als 100 crits de la mare de Sisera, el capità de l'exèrcit de Jabin que no va tornar a casa després de ser assassinat per Yael (Jutges 5:28). Un crit és afegit per simbolitzar l'amor legítim d'una mare en dol pel seu fill.

## Ús en els temps moderns

### Religió
El xofar s'utilitza principalment al Roix ha-Xanà i al Yom Kippur. És tocat a les sinagogues per marcar el final de del Yom Kippur, i es toca a quatre ocasions particulars en les oracions en Roix ha-Xanà. A causa dels seus lligams inherents amb els Dies de Penediment i la inspiració que ve juntament amb l'audició dels seus tocs, el xofar és també tocat després del matí de serveis per a tot el mes d'Elul, el darrer mes de l'any de la guerra civil jueva i el sisè mes de l'any eclesiàstic jueu. No es toca el darrer dia del mes, per a marcar la diferència entre el toc voluntari del mes i l'obligatorietat dels tocs de les festivitats. Els tocs de xofar són també utilitzats durant els rituals de penitència, com ara Yom Kippur Katan i opcional als serveis de pregària en temps de dificultats. L'hora exacta i les maneres de sonar, poden variar d'una ubicació a una altra.

En un esforç per millorar les habilitats dels sonadors de xofar, un Dia Internacional de l'Estudi del Xofar s'observa a Rosh Chodesh Elul, l'inici del mes anterior a Roix ha-Xanà.

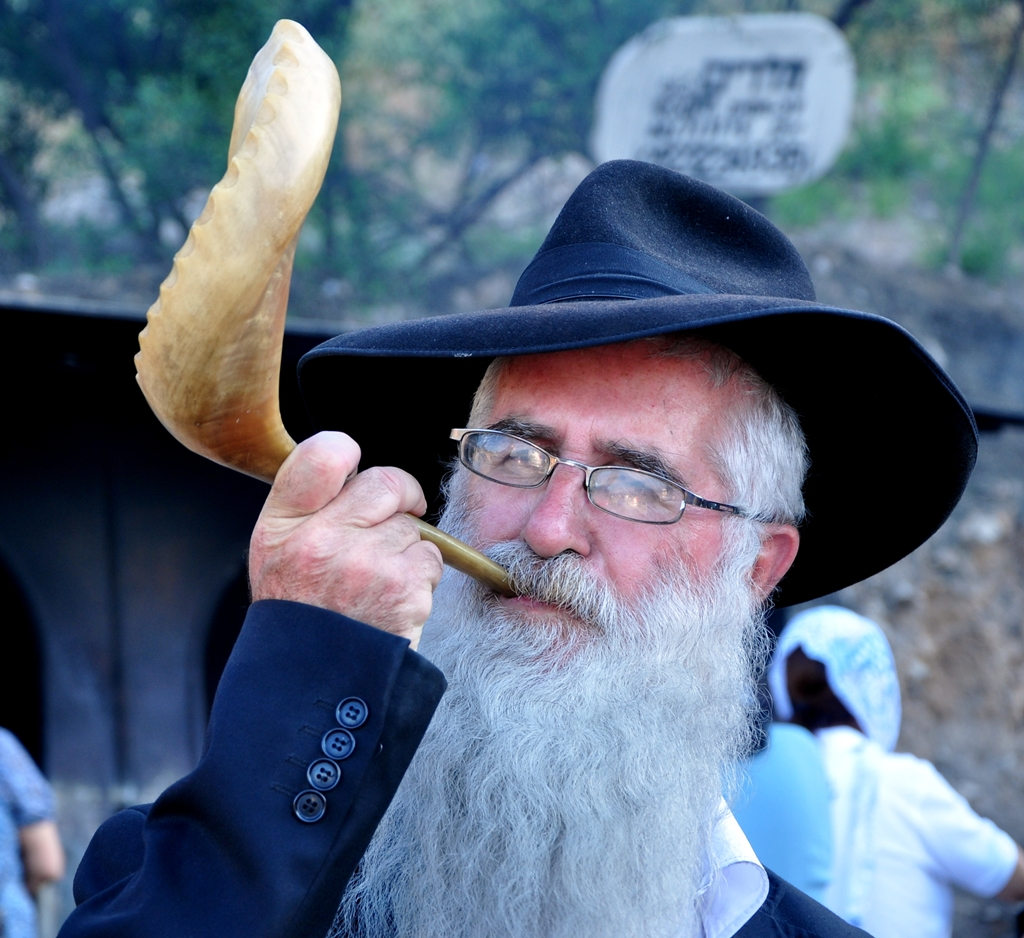
Un jueu haredi bufa un xofar, 2012
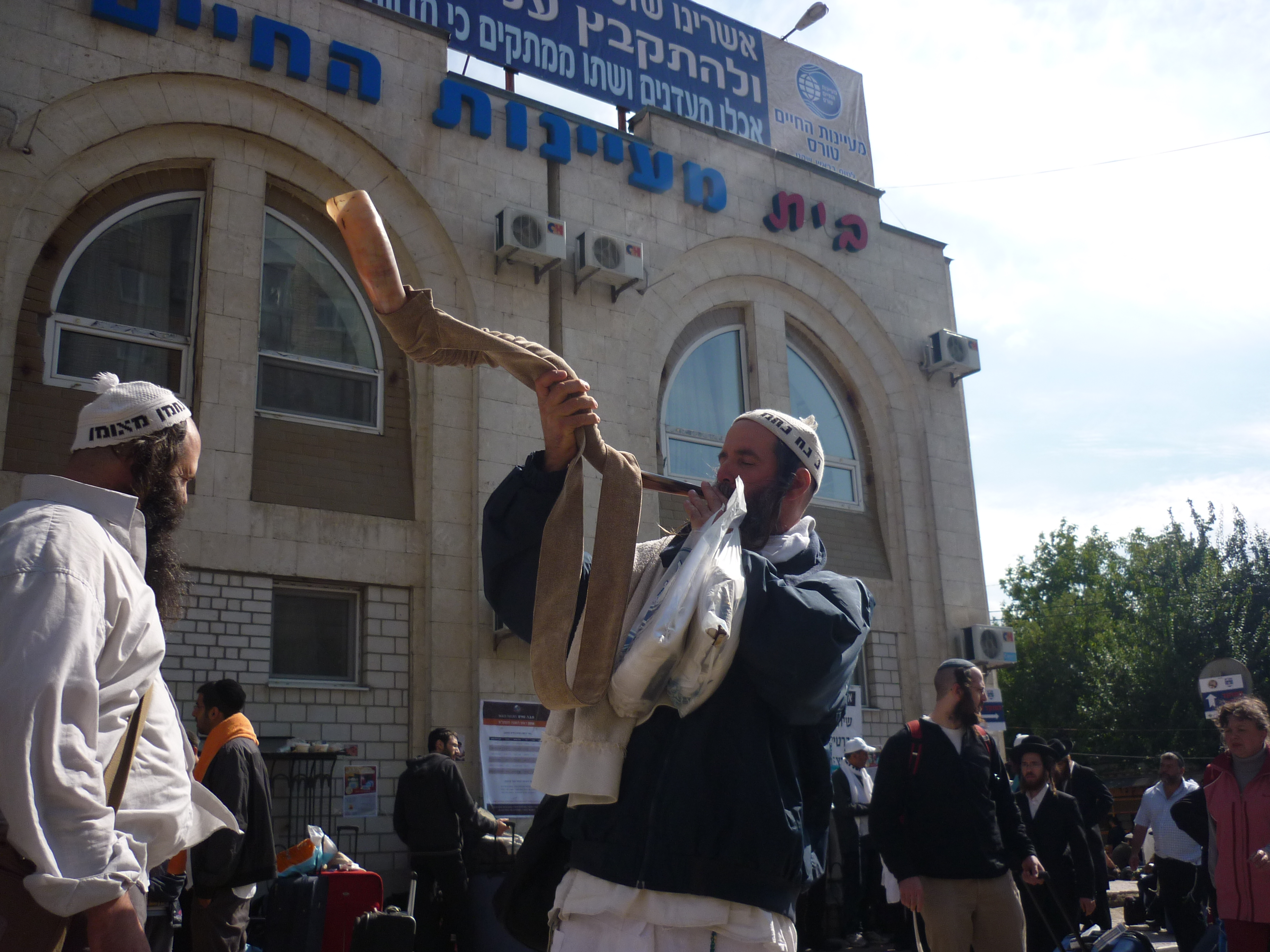
Un home juedu hasidic bufant un xofar de cudú Uman, Ucraïna, 2010
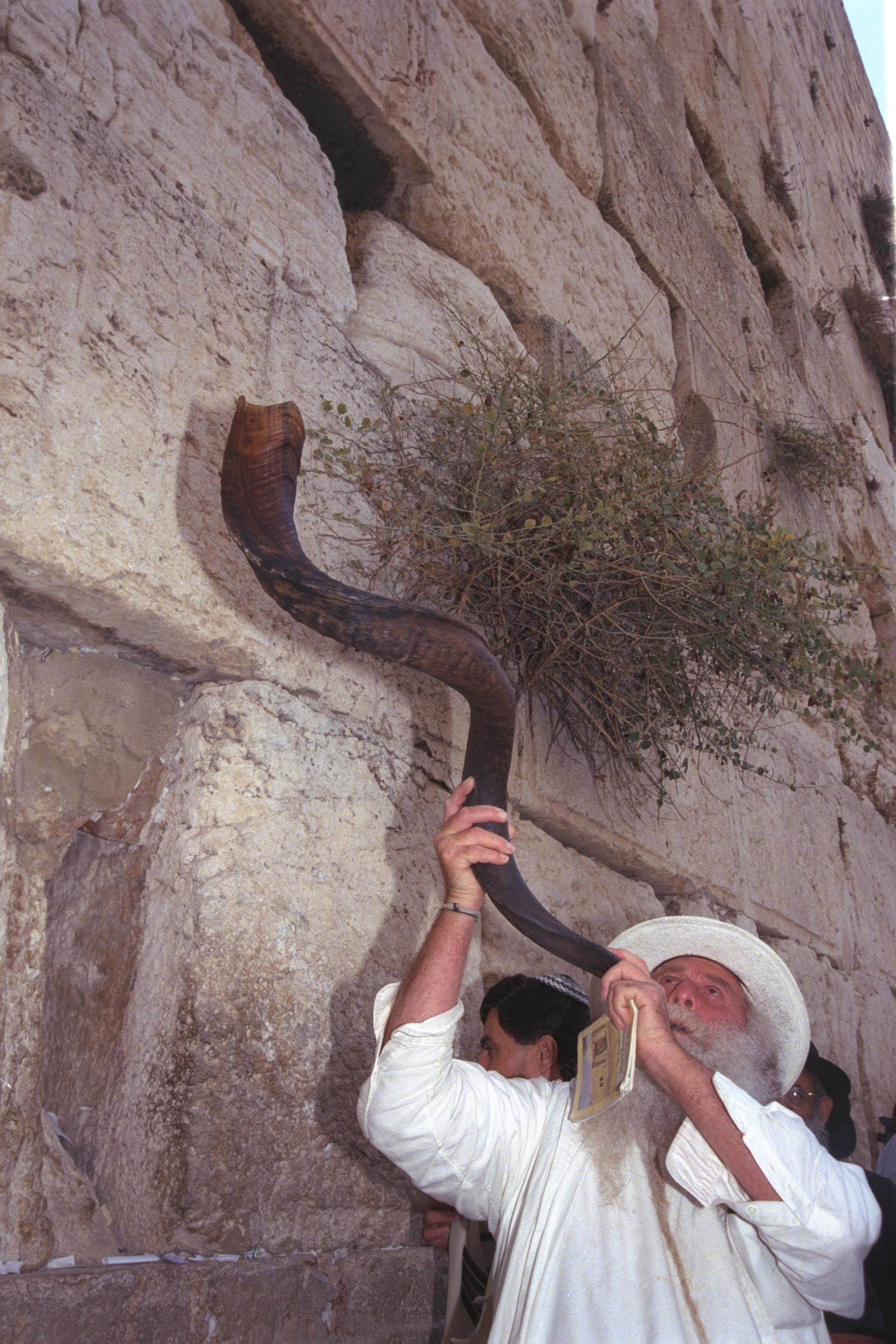
Un jueu israelià bufa el xofar al Mur de les Lamentacions, Jerusalem.

### Alliberament nacional
Durant el Mutasarrifat de Jerusalem i el mandat Britànic de Jerusalem, els jueus no tenien dret a tocar el xofar al Mur de les Lamentacions. Després la Guerra dels Sis Dies, el famós rabí Shlomo Goren es va acostar a la paret i va tocar el xofar. Aquest fet va inspirar Naomi Shemer per afegir una línia addicional a la seva cançó "Yerushalayim Shel Zahav", diu, "un xofar truca a terme des de la Muntanya del Temple del Cas Antic."

### Úsos musicals no religiosos

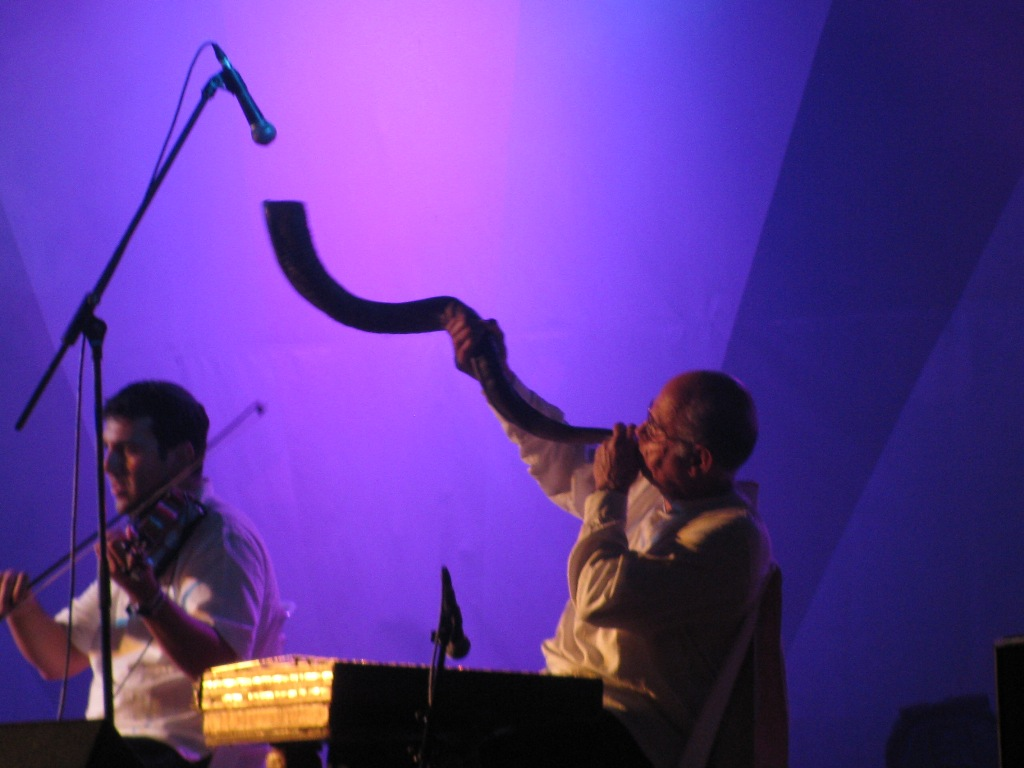
Un músic bufa el shofar durant una actuació per Shlomo Bar, 2009.

En la música pop, el xofar és utilitzat per l'Israelià Folk Metal de la banda de Salem en la seva adaptació de "Al Taster" (Salm 27). El trompetista Lester Bowie va tocar un xofar amb l'Art Ensemble of Chicago. En la versió cinematogràfica del musical Godspell, el primer acte comença amb membres de l'elenc i David Haskell toca el xofar. En les seves actuacions, el compositor i cantant israelí Shlomo Gronich utilitza el xofar per produir una gamma molt àmplia de notes. Des de l'any 1988 el compositor nord-americà establert a Roma Alvin Curran té el projecte Shofar amb composicions per a solistes de xofar en combinació amb conjunts naturals i sons electrònics. Madonna ha utilitzat un xofar per Yitzhak Sinwani al Confessions Tour i a la cançó "Isaac" de l'àlbum Confessions on a Dance Floor, basada en Im Nin'alu. El 2003, al Howard Stern Espectacle presentava un concurs anomenat "Blow the shofar", que demanava a les persones que trucaven que identfiquéssin correctament cançons populars tocades amb aquest instrument. De vegades s'utilitza a la música clàssica. L'oratori Els Apòstols d'Edward Elgar inclou el so d'un xofar, encara que altres instruments, com ara el fliscorn, són habitualment utilitzats en el seu lloc.
El xofar ha estat utilitzat en una sèrie de pel·lícules, tant com un efecte de so com a part de la banda sonoar. Elmer Bernstein incorporava el xofar en diverses pistes per a la seva partitura de Els Deu Manaments de Cecil B. DeMille, un dels tocs de xofar enregistrat per Bernstein seria més tard reutilitzada pel so d'editors d'El retorn del Jedi per els tocs de crida dels Ewoks. A la partitura d'Alien de Jerry Goldsmith i el Planeta dels Simis, també s'incorpora el xofar en la seva orquestració.

### Festa i protesta
El xofar s'ha de sonar com un senyal de victòria i celebració. Els jueus ancians van ser fotografiats tocant múltiples xofars després de sentir que els nazis s'havien lliurat el 8 de maig de 1945. El xofar ha tingut un paper important en el moviment pro-Israel i sovint es toca a la Salutació de la Desfilada d'Israel i a altres manifestacions pro-Israel.

## El xofar a Catalunya
Segons conta la llegenda, Otger Cataló, després de segles de captivitat de Catalunya sota el domini dels àrabs, va ser sonar una banya o xofar a la muntanya de Montgrony, i atrets pel seu so van arribar nou cavallers, que junts van alliberar la terra. Cada 9 de setembre (que coincideix amb la festa de Roix ha-Xanà), per Sant Otger, se celebra aquesta victòria.